# Sōjutsu
Sōjutsu (槍術), significa art de la llança, és un art marcial japonès que consisteix en l'ús de la llança (槍 yari).

## Orígens
La llança va tenir un profund paper en la mitologia primerenca del Japó, les illes del Japó es van crear per una mica d'aigua salada caiguda del full d'una llança, com a armes el primer prototip de llança prové de terra ferma Àsia. Aquestes versions inicials no van ser acceptables per als japonesos, que les van redissenyar d'acord amb allò que la seva tecnologia els permetia.

## Ús i popularitat

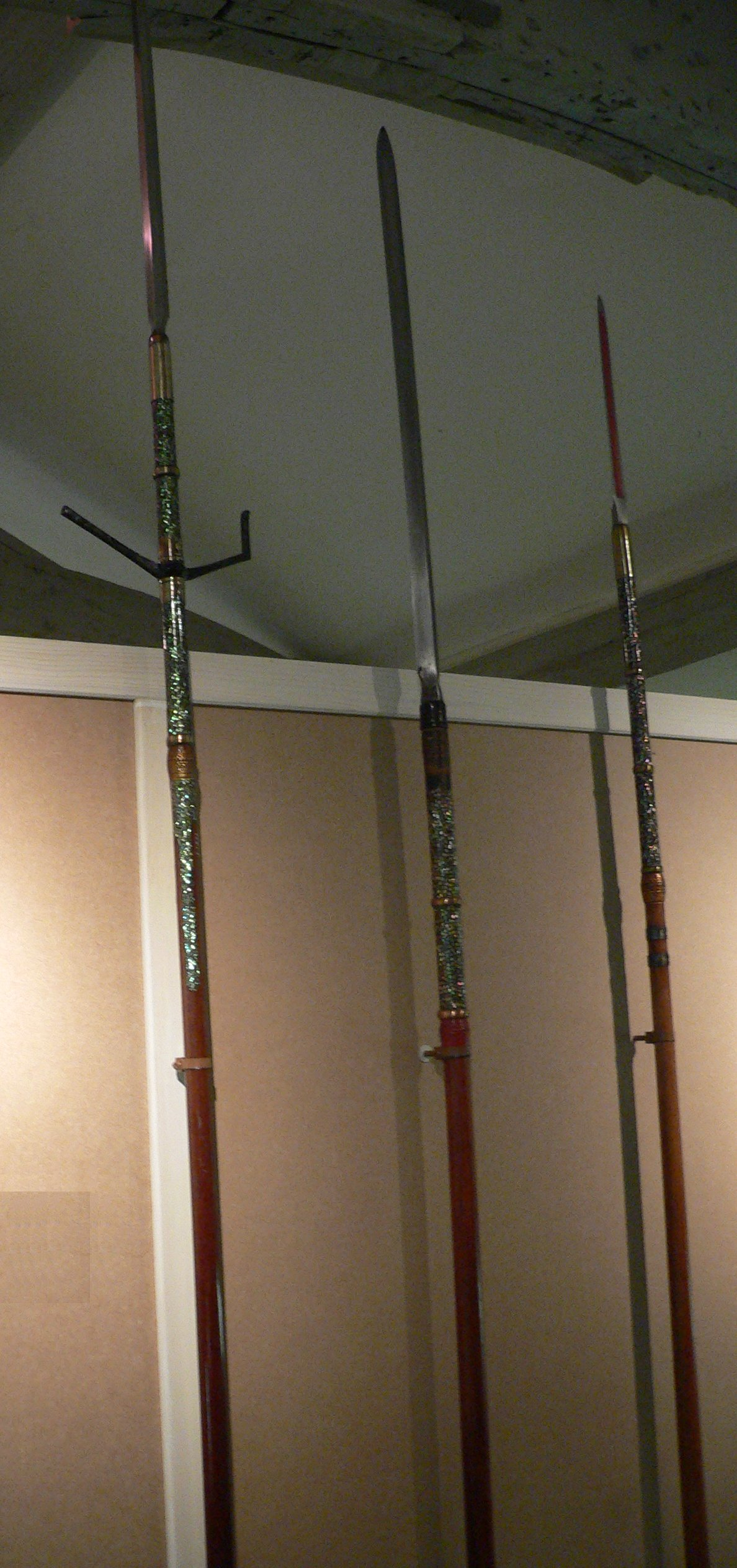
Diferents models de yari.

El yari va ser una arma molt popular durant el període feudal, considerada més barata i amb menor requisit d'aprenentatge que altres armes de la seva època, permetien formacions tancades de les tropes ashigaru. La popularitat del sōjutsu va augmentar immediatament després de les invasions mongoles del Japó.
En els últims temps els japonesos van modificar les fulles de les seves llances en múltiples tipus, per enfrontar altres llancers o a la cavalleria. Takeda Shingen va canviar l'arc de la seva cavalleria per yaris permetent que es produïssin càrregues de cavalleria el que va derivar en moltes victòries pel clan Takeda. Com totes les armes japoneses, el yari es fabricaven artesanalment. L'eix del yari normalment era de roure, envoltat d'un contraxapat de bambú i tot cobert amb una laca impermeable. Un full molt esmolat completava la llança.
Al principi el yari mesurava de 3 a 4 metres de longitud, però ben entrat el període Sengoku, es va anar allargant a mesura que els dàimios experimentaven la seva utilitat tàctica. Els dàimios van arribar a considerar-la una arma de gran valor ofensiu-defensiu. Es partia de la teoria que els guerrers enemics no podrien entaular el combat mà a mà després de passar una filera de fulles esmolades al final d'una llarga llança. Els diferents clans també van homogeneïtzar les longituds dels seus yari; per exemple, els utilitzats pels llancers del clan Oda passaven dels cinc metres, en part pel seu ús com a protecció contra les tropes armades d'arcabussos, que necessitaven que un company mantingués l'enemic a ratlla mentre recarregaven, però a mesura que les armes de foc es van tornar més habituals a les batalles la utilitat del yari va començar a decaure.

## Pràctica moderna
Generalment, el sōjutsu és un component del currículum en els estils tradicionals d'arts marcials (koryū).
Un estil de budō, el Tenshin Shōden Katori Shintō-ryū reclama ser la primera a incloure sōjutsu de manera formal en el seu procés d'ensenyament, malgrat que l'estil de Sōjutsu més difós és el Hōzōin-ryū. Encara que després de l'adveniment de les armes de foc el valor del sōjutsu com a art marcial es va veure molt ressentit encara hi ha moltes escoles ensenyen sōjutsu al món, s'ha establert que només al Japó són aproximadament unes 450 les que ho ensenyen actualment.
Així mateix, en l'art marcial tradicional de l'aikidō, es mantenen diversos conceptes tàctics al·lusius a la llança com a art descendent del Daito Ryu, no només en els gestos d'entrada directa o "Irimi", sinó en l'entrenament amb el bastó mitjà o jō.